# Wilhelm Mauser
Wilhelm Mauser (Obendorf am Neckar, 1834 – 1882) è stato un inventore tedesco.
Nel 1865 progettò e costruì con il fratello Paul Mauser il fucile Mauser Model 1871, adottato dall'esercito tedesco nel 1871. Nel 1872 Mauser e il fratello fondarono la Mauser, celebre azienda armaiola.